# Graphium colonna
Graphium colonna is een vlinder uit de familie van de pages (Papilionidae). De wetenschappelijke naam van de soort is voor het eerst geldig gepubliceerd in 1873 door Christopher Ward.